# Egby sjömarker
Egby sjömarker este o arie protejată (arie specială de conservare — SAC, sit de importanță comunitară — SCI, arie de protecție specială avifaunistică — SPA) din Suedia întinsă pe o suprafață de 983,4 ha, integral pe uscat.

## Localizare
Centrul sitului Egby sjömarker este situat la coordonatele 56°52′11″N 16°52′22″E / 56.8696°N 16.8728°E.

## Înființare
Situl Egby sjömarker a fost declarat sit de importanță comunitară în ianuarie 2002 pentru a proteja 3 specii de animale. Alte tipuri de protecție:
- arie de protecție specială avifaunistică (în ianuarie 2002)[2]
- arie specială de conservare (în martie 2011)[1][3][4]

## Biodiversitate
Situată în ecoregiunile boreală și marină baltică, aria protejată conține 9 habitate naturale: Pajiști cu Molinia pe soluri calcaroase, turboase sau argilos-nămoloase (Molinion caeruleae), Bancuri de nisip acoperite în permanență slab de apă marină, Mlaștini alcaline, Recifuri, Pajiști uscate seminaturale și facies de acoperire cu tufișuri pe substraturi calcaroase (Festuco-Brometalia) (* situri importante pentru orhidee), Vegetație anuală la limita mareei, Alvar nordic și șisturi calcaroase precambriene, Terase mlăștinoase și terase nisipoase neacoperite de apă la reflux, Pășuni de coastă din Baltica boreală.
La baza desemnării sitului se află mai multe specii protejate de  păsări (3): ciocântors (Recurvirostra avosetta), chiră mică (Sterna albifrons), Sterna paradisaea.